# Екатерина Великая (мини-сериал)
«Екатерина Великая» (англ. Catherine the Great) — исторический мини-сериал, созданный телеканалом HBO. Главные роли в сериале исполнили Хелен Миррен, Джейсон Кларк, Рори Киннир и Ричард Роксбург.
Премьера в Великобритании прошла на телеканале Sky Atlantic 3 октября 2019 года, тогда как премьера на HBO состоялась 21 октября 2019 года.

## В ролях
- Хелен Миррен – Екатерина Великая[5]
- Джейсон Кларк – князь Григорий Потёмкин, генерал и военный реформатор, фаворит Екатерины[6].
- Джина Макки – графиня Прасковья Брюс-Румянцева, придворная дама.
- Рони Киннер – граф Никита Панин, дипломат и государственный деятель.
- Ричард Роксбург – князь Григорий Орлов, генерал русской армии, фаворит Екатерины.
- Кевин Макнелли — Алексей Орлов
- Сэм Палладио — Александр Васильчиков, один из фаворитов Екатерины.
- Клайв Расселл — шут
- Пол Риттер — генерал Александр Суворов.
- Пол Кэй – Емельян Пугачёв.
- Джозеф Куинн – цесаревич и император Павел.
- Феликс Джемисон – маленький цесаревич Александр.

## Сюжет
В основу сюжета сериала легли драматические события последних лет правления Екатерины и её отношения с фаворитом Григорием Потёмкиным.